# Quhistan
Quhistan (in persiano قهستان‎) o Kohistan (in persiano کهستان‎, "terra montuosa") è stata una regione della Persia medievale, che essenzialmente faceva parte del Khorāsān. 

I suoi confini sono abbastanza indeterminati e il termine sembra essere stato applicato abbastanza liberamente.
L'area era governata come parte del Grande Khorāsān o come una provincia con capitale Herāt. Talvolta, tuttavia, essa godette di una sua propria autonomia.